# Claude Dellacherie
Claude Dellacherie (Lauwin-Planque, 1943) é um matemático francês, especialista em teoria das probabilidades.
Dellacherie obteve um doutorado em 1970 na Universidade de Estrasburgo, orientado por Paul-André Meyer, com a tese Contribution à la théorie générale des processus stochastiques.
Em 1971/1972 e 1978/1979 esteve no Instituto de Estudos Avançados de Princeton. Foi palestrante convidado do Congresso Internacional de Matemáticos em Helsinque (1978). De 1985 a 1996 foi diretor do Laboratoire Analyse et Modèles Stochastiques (URA CNRS 1378, que mais tarde foi renomeado UPRESA CNRS 6085) do Centre national de la recherche scientifique (CNRS) em Rouen. Foi professor da University of Strasbourg sendo atualmente professor da Universidade de Rouen.
Foi palestrante convidado do Congresso Internacional de Matemáticos em Helsinque (1978).

## Publicações selecionadas
- com Paul-André Meyer: Probabilités et potentiel. 4 vols. Hermann, Paris 1975–1987;[4] English translation, Probabilities and Potential. North Holland, 1978–1988[5]
- Capacités et processus stochastiques (= Ergebnisse der Mathematik und ihrer Grenzgebiete, vol. 67). Springer Verlag, Berlin, Heidelberg, New York 1972, ISBN 3-540-05676-9
- Ensembles analytiques, capacités, mesures de Hausdorff (= Lecture Notes in Mathematics, vol. 295). Springer Verlag, Berlin, Heidelberg, New York 1972, ISBN 3-540-06076-6
- "Un survol de la théorie de l'intégrale stochastique." In Measure Theory Oberwolfach 1979, pp. 365–395. Springer, Berlin, Heidelberg, 1980. doi:10.1007/BFb0088238